# Церква Успіння Пресвятої Богородиці (Городниця)
Церква Успіння Пресвятої Богородиці в Городниці — парафія і храм греко-католицької та православної громад у селі Городниця Тернопільського району Тернопільської области.

## Історія церкви
До 1930 року в селі Городниця не було власної церкви, і місцеві греко-католики відвідували богослужіння в сусідньому селі Криве.
У 1930 році мешканці Городниці розпочали зведення власного храму. Серед тих, хто зробив найбільший внесок, були Дмитро Голояд, який власноруч створив і встановив хрест із розп'яттям на своєму полі (згодом зруйнований за радянської влади), та Павло Шевчук, який надав значні пожертви. Землю для церкви придбав Микита Білик. Будівництво завершилося у 1935 році, і того ж року владика Іван Бучко освятив храм, назвавши його на честь Успіння Пресвятої Богородиці.
Церква була закрита з 1946 по 1973 рік, а потім, з 1973 по 1991 рік, належала до РПЦ. У 1991 році громада розділилася між УГКЦ та УАПЦ. Пізніше, у 2018 році, громада УАПЦ приєдналася до УПЦ КП (нині ПЦУ). Зараз віряни обох конфесій проводять богослужіння у храмі по черзі.
При парафії діє Вівтарна дружина та братство «Апостольство молитви». На її території встановлено хрест до 1000-ліття Хрещення Русі-України та місійний хрест 1997 року. Також є фігура Матері Божої, встановлена з нагоди 1025-ліття Хрещення Русі-України, яку пожертвувала родина Марії Голояд. Храм є власністю парафії.

## Парохи

### УГКЦ
- о. Василь Зварич (1930-ті—1946),
- о. Михайло Степчук,
- о. Анатолій Барчук,
- о. Григорій Карпець (1987—1991),
- о. Ярослав Зварич (1987—1991),
- о. Андрій Говера (1991—1993),
- о. Юрій Кіндзерський (з 1993),
- о.Олег Винник ( з 11 вересня 2017р.)

### ПЦУ
- о. Ярослав Назаревич,
- о. Юрій Підгірський (з 2004).